# Lugi
I Lugi, Lugii, Lygii, Ligii, Lugiones o Lougoi furono una tribù di origine indoeuropea. Vissero tra il 400 a.C. ed il 300 d.C. nell'Europa centrale, a nord dei Sudeti nel bacino dell'alto Oder e della Vistola, occupando buona parte dell'attuale Polonia centro-meridionale (per la precisione le regioni della Slesia, della Grande Polonia, della Masovia e della Piccola Polonia). Molti archeologi identificano i Lugi con la cultura di Przeworsk. Oltre al paese dei Lugi vi erano i Goti.
Il motivo della loro potenza era il controllo del tratto centrale della Via dell'ambra dalla Sambia al Mar Baltico, fino ad alcune provincie dell'impero romano: Pannonia, Norico e Rezia. Una tribù con lo stesso nome abitò la parte meridionale del Sutherland, in Scozia.

## Etnonimo
La provenienza etnica dei Lugi è un argomento dibattuto tra numerosi storici tedeschi e polacchi. Il termine Lugi potrebbe derivare dallo slavo лю΄дїе, che significa persone. Nella moderna lingua serba il termine луг significa "piccola foresta". In questo senso Lugi potrebbe indicare le "persone della foresta". I Serbi usano attualmente varie parole derivate da questo termine, e fanno tutti riferimento a foreste, legno o cose simili.
Antichi autori li legano ai germani Suebi, affermando che essi componevano una confederazione di tribù di etnie diverse. Molti studiosi concordano sul fatto che fossero composti di due gruppi distinti.
Esiste una possibilità che i Sorabo-lusaziani, la cui terra in lusaziano ed in polacco si chiama Łużyce (l'aggettivo sarebbe łużycki), siano tra i discendenti dei Lugi. Il termine Łużyce/łużycki sarebbe quindi una derivazione di Lugi. Altri nomi della stessa regione che potrebbero rifarsi ai Lugi sono: (la 'g' latina somiglia nella pronuncia alla 'dz' di altre lingue)
- I lendizi citati dal geografo bavarese
- I licicaviki citati da Vitichindo di Corvey
- I litzike, linzike, lenzeninov o lenzaniniov citati da Costantino VII Porfirogenito
- I landzaneh citati da Abu al-Hasan 'Alī al-Mas'ūdī
- Nestore di Pečers'k: Вълхѡ´мъ бо наше´дшемъ на словѣ´ни на дуна´искїя, и҄ сѣ´дшемъ въ ни´хъ и҄ насилѩ´щемъ и҆´мъ, словѣ´ни же о҆´ви прише´дше сѣдо´шѫ на Ви´слѣ, и҄ прозва´шѫсѩ ля´хове, а҆ ѡ҆тъ тѣ´хъ ля´ховъ прозва´шѫсѩ поля´не, ля´хове друзї´и лути´чи, и҆´ни мазовша´не, и҆´ни поморя´не.
- Il termine comune in lingua ungherese Lengyel
- Lugan, l'insulto razziale contro i lituani

## Storia
La Federazione Lugia si formò probabilmente quando venne menzionata la prima volta, nei lavori di Strabone (Geografia).
Secondo Strabone i Lugi erano un "grande popolo" che, insieme ad altri popoli quali Semnoni, Zumi, Butones, Mugilones e Sibini, fecero parte di una federazione guidata da Maroboduo, re dei Marcomanni, con sede nell'attuale Boemia (9 a.C. - 19 d.C.). La successiva citazione dei Lugi risale ai tempi dell'imperatore romano Claudio (41-54). Secondo gli Annales di Tacito, nel 50 "una grande moltitudine" di Lugi, alleati dei Romani, prese parte alla caduta dello stato Vannio dei Quadi, situato nell'attuale Moravia-Slovacchia.
Altre informazioni sono reperibili dall'opera di Cassio Dione Storia Romana, nella quale parla di eventi accaduti nel 91-92 durante il regno di Domiziano. I Lugi si allearono con i Romani chiedendo loro aiuto contro i propri vicini occidentali, la tribù germanica dei Suebi. Domiziano spedì 100 cavalieri per aiutare i Lugi. Non si sa se questi cavalieri arrivarono a destinazione; se lo fecero, si tratterebbe della prima presenza di soldati romani sul suolo dell'odierna Polonia.
I registri polacchi confermano l'alleanza con i Romani.
I Buri, che secondo Tolomeo facevano parte dei Lugi, ebbero un ruolo importante nelle Guerre Marcomanniche (166-180): i romani vennero obbligati ad organizzare un'apposita campagna militare contro di loro, denominata Expeditio burica, nel 182-183, durante il regno di Commodo.
La successiva storia dei Lugi è incerta, ma alcuni storici sostengono che si possano identificare con la tribù dei Longiones (o Logiones) citata da Zosimo. Nel suo Historia Nova questa tribù, guidata dal capo Semnone, viene sconfitta dall'imperatore Probo nel 279 in Rezia, nei pressi del fiume Lygis (normalmente identificato con il Lech che scorre nelle attuali Austria e Baviera). Un'altra citazione potrebbe essere quella del grande popolo dei Lupiones-Sarmatae mostrata sulla mappa latina denominata Tavola Peutingeriana, generalmente datata tra il II ed il IV secolo.

## Società

### Divisione tribale
Secondo Tacito, i Lugi erano divisi in numerose tribù (civitates), delle quali vengono citate le cinque più potenti: Arii, Elveconi, Manimi, Elisi e Naarvali. Claudio Tolomeo cita i Lugi Omani, i Lugi Diduni ed i Lugi Buri, situati vicino all'alto corso della Vistola nella Germania Magna, in quella che ora è la Polonia. I nomi usati implicano che i Lugi fossero divisi in Omani, Diduni e Buri. Negli scritti di Tacito i Buri sono una tribù suebica a parte, ed è quindi possibile che si siano uniti alla Federazione Lugia in seguito.